# Georg-Peter Eder
Pour les articles homonymes, voir Eder.
Georg-Peter Schorsch Eder (8 mars 1921 – 11 mars 1986) était un pilote de chasse allemand de la Luftwaffe, récipiendaire de la Croix de chevalier de la croix de fer avec feuilles de chêne pendant la Seconde Guerre mondiale.

## Carrière

### Débuts
En octobre 1938, il s'engage dans la Luftwaffe comme Fahnenjunker à l'âge de 17 ans. Au début d'avril 1939, il part pour l'académie militaire à Berlin-Gatow. Un an plus tard, il est envoyé à l'école d'aviation de Werneuchen. 

### Front de l'Est (1940-41)
Il effectue sa première mission de combat en tant que pilote avec le 1./JG 51 le 1er septembre 1940. Il participe à la bataille d'Angleterre mais n'y remporte aucune victoire. En mai 1941, il est transféré au 4./JG 51 et remporte sa première victoire en abattant un Spitfire le 7 mai 1941. Eder va commencer à se distinguer dès le déclenchement de l'opération Barbarossa le 22 juin 1941, en abattant 2 appareils soviétiques. Le 24 juillet, il est abattu et blessé. Le 22 août, Eder entre en collision avec un Ju 52 de transport au sol à Ponjatowska à bord de son Bf 109 F-2. Il souffre d'une fracture de la base du crâne et doit être hospitalisé. À ce stade du conflit, son score s'élève à 10 victoires. Après une convalescence, il est envoyé comme instructeur à la Jagdfliegerschule 2 basé à Zerbst, y arrivant le 1er novembre 1941. 

### Front de l'Ouest (1942-44)
Eder est transféré au 7./JG 2 basé en France le 1er novembre 1942. Avec cette unité, il participe à l'interception des premières vagues de bombardiers américains. En compagnie du Hauptmann Egon Mayer, lui aussi pilote au III./JG 2, Eder développe une stratégie pour combattre les B-17 et les B-24. Particulièrement prometteuse est la technique d'attaque frontale pour se prémunir du tir défensif des bombardiers. En février 1943, Eder est promu Staffelkapitän du 12./JG 2. Le 28 mars, il abat un B-17, mais son propre appareil est touché au moteur et lui-même est blessé à bord de son Bf 109 G-4, qu'il parvient toutefois à poser à Beaumont. Eder continue à faire croître son score régulièrement, remportant sa 20e victoire le 29 mai 1943. Après avoir abattu un P-47 et obtenu un B-17 le 30 juillet, son score atteint 31 victoires. Le 5 septembre 1943, Eder est transféré comme Staffelkapitän du 5./JG 2. Il continue à opérer contre les bombardiers lourds et remporte un nombre croissant de victoires. Le 5 novembre, il doit sauter en parachute de son Bf 109 G-6, blessé une fois encore.
En mars 1944, l'Oberleutnant Eder est transféré au 6./JG 1. Le 19 avril 1944, il saute à nouveau en parachute de son Fw 190 A-7 “Yellow 4”, après un combat avec des P-47 de l'USAAF près de Göttingen. Le 8 mai, il abat un B-24 mais il est de nouveau touché et doit effectuer un atterrissage forcé avec son Fw 190 A-8 “Yellow 4” à Vechta. Le 29 mai, après avoir abattu un nouveau B-17, il entre en collision avec son Fw 190 A-8 "red 24" avec un appareil Siebel alors qu'il atterrit à Cottbus. Il s'en sortira indemne.

### Front de Normandie et vol sur Me 262 (1944-45)
À la fin du mois de mai, le total de ses victoires est de 49. En qualité de Kommandeur du II./JG 1, il participe à la Campagne de Normandie après le débarquement allié de juin 1944. Le 21 juin, il remporte sa 50e victoire et le 24 juin, il reçoit la Croix de fer. Le 11 août 1944, Eder prend le commandement du 6./JG 26. Lors de l'attaque d'une colonne blindée à Dreux le 17 août, Eder abat un Spitfire à très basse altitude. L'appareil s'écrase entre 2 M4 Sherman, provoquant la destruction des deux blindés. Très peu de temps après, il abat un autre Spitfire, qui s'écrase près d'un troisième char et le met en feu. Le 4 septembre, le Hauptmann Eder devient Gruppenkommandeur du II./JG 26, après que l'ancien Kommandeur Emil Lang ait été tué au combat par des P-47 de l'USAAF au-dessus de Saint-Trond, en Belgique. En septembre, il est transféré à l'Erprobungskommando (en) 262, où il est placé Staffelkapitän du 1./Kdo Nowotny. Le 19 novembre, il prend le commandement du 9./JG 7 et vole sur Me 262, remportant un nombre important de succès avec cet appareil. Pendant l'offensive des Ardennes, Eder va se montrer particulièrement efficace dans la destruction d'objectifs au sol en détruisant 40 P-47 au sol. Le 22 janvier, il est abattu près de Parchim par des P-51 et des P-38 de l'USAAF alors qu'il s’apprête à atterrir. Il se brise les deux jambes et passe le reste de la guerre hospitalisé à Wismar et plus tard à Bad Wiessee, où il est capturé par les troupes américaines.
Au total, Georg-Peter Eder aura réalisé 572 missions de combat dont 150 sur Me 262. 10 des victoires obtenues le furent sur le front de l'Est et 68 sur le front de l'Ouest, dont 36 contre des bombardiers lourds. Il remporte 24 victoires sur Me 262 (la plupart n'étant cependant pas confirmées). Ainsi, il sera l'un des meilleurs chasseurs de bombardiers. À titre personnel, Eder aura été abattu 17 fois, devant abandonner son appareil à 9 reprises et blessé 14 fois.

## Décorations
- Croix de fer (1939) de 1re classe (11 juillet 1941)
- Ehrenpokal der Luftwaffe (16 juin 1943)
- Croix allemande en Or le 31 août 1943, en tant qu'Oberleutnant dans le 12./JG 2
- Croix de chevalier de la croix de fer avec feuilles de chêne
  - Croix de chevalier le 24 juin 1944, en tant qu'Oberleutnant et Staffelkapitän du 6./JG 1
  - 663e feuilles de chêne, le 25 novembre 1944, en tant qu'Hauptmann et Staffelkapitän du 6./JG 1